# Küsnacht
Küsnacht é uma comuna da Suíça, no Cantão Zurique, com cerca de 12.816 habitantes. Estende-se por uma área de 12,35 km², de densidade populacional de 1.038 hab/km². Confina com as seguintes comunas: Erlenbach, Herrliberg, Kilchberg, Maur, Rüschlikon, Thalwil, Zollikon, Zumikon.
A língua oficial nesta comuna é o Alemão.
Aqui faleceram o psiquiatra Carl Jung (6 de junho de 1961) e a cantora Tina Turner (25 de maio de 2023).